# David Alonso
David Alonso Gómez (Madrid, España, 25 de abril de 2006) es un piloto de motociclismo colombo-español que participa en el Campeonato del Mundo de Motociclismo en la categoría de Moto2 con la escudería española CFMoto Aspar Team, resultando campeón de Moto3 en 2024, y tercero en 2023. Alonso tiene doble nacionalidad, colombiana por filiación materna y española por filiación paterna, aunque en el terreno deportivo decidió competir bajo nacionalidad y licencia colombiana.
En 2020, con tan solo 14 años ganó la European Talent Cup en Valencia y al año siguiente ganó la Red Bull MotoGP Rookies Cup, siendo el piloto más joven en ganar este certamen. Logró su primera victoria en el Campeonato del Mundo de Motociclismo en el Gran Premio de Gran Bretaña 2023, partió último (28) y ganó la carrera.
Es el primer piloto de la historia de nacionalidad colombiana en ser campeón del Campeonato del Mundo de Motociclismo, así como el segundo piloto madrileño en lograrlo. El otro madrileño campeón en cualquier categoría mundial de la FIM es Jorge Martín, quien ganó el título de Moto3 en la temporada 2018 y de MotoGP en 2024.

## Biografía
David Alonso hizo su debut mundialista disputando el Gran Premio de Emilia-Romaña de 2021 como reemplazó de Sergio García en el GasGas Aspar Team quien se lesionó en la ronda anterior. Alonso clasificó 25.º y en la carrera finalizó en la última posición a más de un minuto del ganador de la carrera Dennis Foggia.
En 2022, Alonso realizó su segunda participación mundialista disputando como wildcard del GasGas Aspar Team el Gran Premio de Portugal. Alonso clasificó 28.º y antepenúltimo, mientras que en la carrera finalizó penúltimo a 51 segundos del ganador y compañero de equipo a quien reemplazó el año anterior, Sergio García.
En 2023, Alonso fue elegido por el GasGas Aspar Team para correr en el equipo del Mundial de Moto3 junto al japonés Ryusei Yamanaka.

## Resultados

### Red Bull MotoGP Rookies Cup
(Carreras en negrita indica pole position, carreras en cursiva indica vuelta rápida)
| Temp. | 1     | 2     | 3     | 4     | 5     | 6     | 7     | 8       | 9       | 10    | 11      | 12      | 13    | 14    | Pts. | Pos. |
| ----- | ----- | ----- | ----- | ----- | ----- | ----- | ----- | ------- | ------- | ----- | ------- | ------- | ----- | ----- | ---- | ---- |
| 2020  | RBR 4 | RBR 4 | RBR 4 | RBR 4 | ARA 5 | ARA 2 | ARA 3 | ARA 1   | VAL Ret | VAL 4 | VAL Ret | VAL Ret |       |       | 137  | 4.º  |
| 2021  | POR 1 | POR 1 | JER 7 | JER 8 | MUG 4 | MUG 2 | SAC 1 | SAC Ret | RBR 3   | RBR 1 | RBR 1   | RBR 1   | ARA 3 | ARA 3 | 248  | 1.º  |

### FIM CEV Moto3 Junior World Championship
(Carreras en negrita indica pole position, carreras en cursiva indica vuelta rápida)
| Temp. | Moto   | 1     | 2       | 3       | 4      | 5     | 6     | 7      | 8     | 9     | 10     | 11    | 12    | Pts. | Pos. |
| ----- | ------ | ----- | ------- | ------- | ------ | ----- | ----- | ------ | ----- | ----- | ------ | ----- | ----- | ---- | ---- |
| 2021  | GasGas | EST 3 | VAL Ret | VAL Ret | CAT 11 | CAT 4 | POR 6 | ARA 12 | JER 8 | JER 6 | RSM 16 | VAL 2 | VAL 9 | 93   | 7.º  |

### FIM JuniorGP World Championship
(Carreras en negrita indica pole position, carreras en cursiva indica vuelta rápida)
| Temp. | Moto   | 1     | 2     | 3     | 4      | 5     | 6     | 7      | 8       | 9       | 10    | 11      | 12      | Pts. | Pos. |
| ----- | ------ | ----- | ----- | ----- | ------ | ----- | ----- | ------ | ------- | ------- | ----- | ------- | ------- | ---- | ---- |
| 2022  | GasGas | EST 4 | VAL 1 | VAL 7 | CAT 11 | CAT 7 | JER 7 | JER 13 | POR Ret | RSM Ret | ARA 4 | VAL Ret | VAL DNS | 86   | 7.º  |

### Campeonato del Mundo de Motociclismo
Sistema de puntuación de 1993 hasta 2022:
| Posición | 1.º | 2.º | 3.º | 4.º | 5.º | 6.º | 7.º | 8.º | 9.º | 10.º | 11.º | 12.º | 13.º | 14.º | 15.º |
| Puntos   | 25  | 20  | 16  | 13  | 11  | 10  | 9   | 8   | 7   | 6    | 5    | 4    | 3    | 2    | 1    |

Sistema de puntuación desde 2023 en adelante:
| Posición       | 1.º | 2.º | 3.º | 4.º | 5.º | 6.º | 7.º | 8.º | 9.º | 10.º | 11.º | 12.º | 13.º | 14.º | 15.º |
| Puntos         | 25  | 20  | 16  | 13  | 11  | 10  | 9   | 8   | 7   | 6    | 5    | 4    | 3    | 2    | 1    |
| Carrera sprint | 12  | 9   | 7   | 6   | 5   | 4   | 3   | 2   | 1   |      |      |      |      |      |      |

#### Por categoría
| Cat.  | Temporadas    | 1.er Gran Premio   | 1.er Podio        | 1.ª Victoria      | Carreras | Victorias | Podios | Poles | V.Ráp. | Pts. | CM |
| ----- | ------------- | ------------------ | ----------------- | ----------------- | -------- | --------- | ------ | ----- | ------ | ---- | -- |
| Moto3 | 2021-2024     | Emilia-Romaña 2021 | España 2023       | Gran Bretaña 2023 | 42       | 18        | 23     | 7     | 6      | 666  | 1  |
| Moto2 | 2025-presente | Tailandia 2025     | Gran Bretaña 2025 |                   | 13       | 0         | 1      | 0     | 1      | 43   | -  |
| Total | 2021–Presente | 2021–Presente      | 2021–Presente     | 2021–Presente     | 55       | 18        | 24     | 7     | 7      | 709  | 1  |

- * Temporada en curso.

#### Por temporada
| Temp. | Cat.  | Moto   | Equipo            | Carreras | Victorias | Podios | Poles | V.Ráp. | Pts. | Pos   |
| ----- | ----- | ------ | ----------------- | -------- | --------- | ------ | ----- | ------ | ---- | ----- |
| 2021  | Moto3 | GasGas | GasGas Aspar Team | 1        | 0         | 0      | 0     | 0      | 0    | 38.º  |
| 2022  | Moto3 | GasGas | GasGas Aspar Team | 1        | 0         | 0      | 0     | 0      | 0    | 44.º  |
| 2023  | Moto3 | GasGas | GasGas Aspar Team | 20       | 4         | 8      | 0     | 3      | 245  | 3.º   |
| 2024  | Moto3 | CFMoto | CFMoto Aspar Team | 20       | 14        | 15     | 7     | 3      | 421  | 1.º   |
| 2025  | Moto2 | Kalex  | CFMoto Aspar Team | 13       | 0         | 1      | 0     | 1      | 43*  | 17.º* |
| Total | Total | Total  | Total             | 55       | 18        | 24     | 7     | 7      | 709  |       |

#### Carreras por año
| Año  | Cat.  | Moto   | 1       | 2      | 3      | 4      | 5       | 6      | 7     | 8       | 9     | 10      | 11      | 12    | 13      | 14    | 15    | 16      | 17    | 18      | 19    | 20    | 21  | 22  | Pos. | Pts. |
| ---- | ----- | ------ | ------- | ------ | ------ | ------ | ------- | ------ | ----- | ------- | ----- | ------- | ------- | ----- | ------- | ----- | ----- | ------- | ----- | ------- | ----- | ----- | --- | --- | ---- | ---- |
| 2021 | Moto3 | GasGas | QAT     | DOH    | POR    | SPA    | FRA     | ITA    | CAT   | GER     | NED   | EST     | AUT     | GBR   | ARA     | RSM   | AME   | ERM 22  | ALG   | VAL     |       |       |     |     | 38.º | 0    |
| 2022 | Moto3 | GasGas | QAT     | INA    | ARG    | AME    | POR 27  | SPA    | FRA   | ITA     | CAT   | GER     | NED     | GBR   | AUT     | RSM   | ARA   | JPN     | THA   | AUS     | MAL   | VAL   |     |     | 44.º | 0    |
| 2023 | Moto3 | GasGas | POR Ret | ARG 14 | AME 8  | SPA 2  | FRA 8   | ITA 4  | GER 5 | NED 13  | GBR 1 | AUT 29  | CAT 1   | RSM 1 | IND 5   | JPN 7 | INA 2 | AUS Ret | THA 1 | MAL Ret | QAT 2 | VAL 2 |     |     | 3.º  | 245  |
| 2024 | Moto3 | KTM    | QAT 1   | POR 4  | AME 1  | SPA 11 | FRA 1   | CAT 1  | ITA 1 | NED 5   | GER 1 | GBR 2   | AUT 1   | ARA 4 | RSM 7   | ERM 1 | INA 1 | JPN 1   | AUS 1 | THA 1   | MAL 1 | SLD 1 |     |     | 1.º  | 421  |
| 2025 | Moto2 | Kalex  | THA 21  | ARG 20 | AME 14 | QAT 11 | SPA Ret | FRA 11 | GBR 3 | ARA Ret | ITA 8 | NED Ret | GER Ret | CZE 9 | AUT Ret | HUN   | CAT   | RSM     | JPN   | INA     | AUS   | MAL   | POR | VAL | 17.º | 43   |

| Color     | Resultado                                                               |
| --------- | ----------------------------------------------------------------------- |
| Oro       | Ganador                                                                 |
| Plata     | 2.ª plaza                                                               |
| Bronce    | 3.ª plaza                                                               |
| Verde     | Finalizó en los puntos                                                  |
| Azul      | Finalizó sin puntos                                                     |
| Azul      | NC - No clasificado                                                     |
| Violeta   | Ret - No terminó (Carrera)                                              |
| Rojo      | DNQ - No se clasificó                                                   |
| Negro     | DSQ - Descalificado                                                     |
| Blanco    | DNS - No empezó (carrera)                                               |
| Blanco    | WD - Retirado (fin de semana)                                           |
| Blanco    | C - Carrera cancelada                                                   |
| Sin color | DNP - Inscrito pero no participó                                        |
| Sin color | INJ - Lesionado                                                         |
| Sin color | EX - Excluido                                                           |
| Estado    | Resultado                                                               |
| Negrita   | Pole position                                                           |
| Cursiva   | Vuelta rápida                                                           |
| †         | Abandona, pero clasifica al completar el porcentaje requerido para ello |

## Títulos
| Predecesor: Jaume Masià  | Campeón Mundial de Moto3 2024                  | Sucesor: Actual campeón     |
| Predecesor: Pedro Acosta | Ganador de la Red Bull MotoGP Rookies Cup 2021 | Sucesor: José Antonio Rueda |